# Bromera

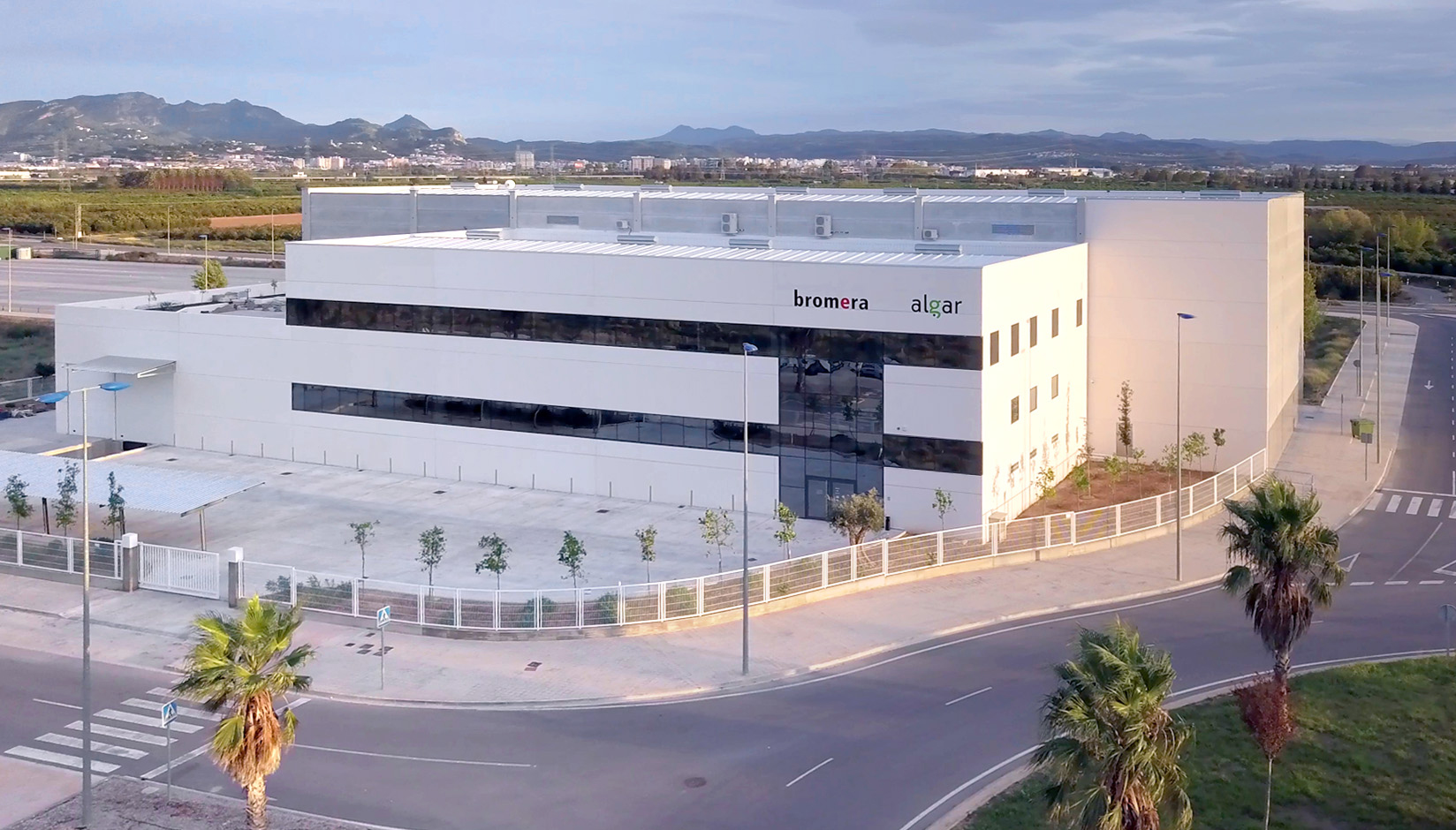
Sede de la editorial en Alcira

Edicions Bromera es una editorial española con sede en Alcira (Valencia), fundada en enero de 1986 con el objetivo de poner en marcha un proyecto de editorial plural, impulsado desde la Comunidad Valenciana, para todo el ámbito lingüístico catalán-valenciano-balear. En estos momentos, Bromera ha pasado a ser la editorial valenciana más importante. Su catálogo está formado por un millar de títulos –tanto escritos originalmente en valenciano como de traducciones a esta lengua– que se agrupan en unas treinta colecciones que abrazan todos los géneros: narrativa para adultos, infantil y juvenil, poesía, ensayo, teatro, etc.
En su catálogo hay materiales educativos, diccionarios, obras de divulgación, de actualidad, de sociolingüística o libros de gran formato. Bromera ha publicado obras de autores clásicos y contemporáneos, tanto españoles como extranjeros, entre los que encontramos nombres como Pasqual Alapont, Isabel-Clara Simó, Andreu Martín, Joan Francesc Mira, Josep Lozano, Joan Fuster, Michael Ende, Naguib Mahfuz, John Banville, Frank McCourt, Philip Pullman, Orhan Pamuk o Agustín Fernández Paz. Más de cinco millones de ejemplares vendidos y más de 150 premios literarios publicados son indicadores de la buena acogida que ha recibido esta editorial.
Edicions Bromera es, además, una editorial comprometida con la lengua, la cultura, la enseñanza y la sociedad y ha desarrollado una importante tarea en este sentido. Son buena muestra la creación de la «Fundació Bromera per al Fomento de la Lectura», la revista de letras L'Illa y su suplemento educativo TXT, la creación de la línea de libro de texto y de materiales didácticos Bromera.txt, la web «Bromera Jove», que fomenta la lectura entre el público juvenil, la organización y el apoyo de varios galardones literarios, las animaciones lectoras para escolares, el apoyo a las artes escénicas, la elaboración de exposiciones de personajes y pasajes significativos de la historia colectiva de los valencianos y las colaboraciones diversas en diferentes cursos y jornadas sobre literatura, entre otros. Además, respalda las tesis pancatalanistas de formación política de los denominados Países Catalanes.

## Principales colecciones
- «L’Eclèctica»: Narrativa actual de autores en valenciano y traducciones de escritores de primera línea del panorama internacional. Se publican las obras galardonadas en algunos de los premios literarios más importantes que se conceden en la Comunitat Valenciana.
- «Bromera Poesia»: Poesía actual de autores en valenciano y de escritores de otras culturas. Se publican las obras ganadoras de diferentes premios literarios de España.
- «Bromera Teatre»: Esta colección ha acogido prácticamente la totalidad de los escritores valencianos de género dramático de los últimos treinta o cuarenta años. También hay traducciones de autores clásicos como Carlo Goldoni, y de autores actuales, como Ira Levin, Harold Pinter o Dario Fo.
- «Textures»: Recoge textos que cultivan ensayo literario o «literatura de ideas». Se trata de libros de pensamiento sobre temas diversos que tienen como objetivo plantear cuestiones que preocupan a los autores y la sociedad en general.
- «Sense Fronteres»: En coedición con el Servicio de Publicaciones de la Universidad de Valencia, en esta colección tienen cabida los textos que tienen como objetivo acercar los avances científicos más significativos e influyentes de la actualidad a los lectores no especializados.
- «Grans Obres Bromera»: Los libros de esta colección tienen un carácter eminentemente divulgador: biografías de personajes llave de nuestra historia social y cultural (los Borgia, San Vicente Ferrer), o temas de carácter geográfico y turístico de las ciudades y los parajes valencianos. Se trata de obras de gran formato, con una encuadernación esmerada y llenas de fotografías a todo color.
- «Espurna»: Narrativa juvenil de autores actuales, sobre temas relacionados con la vida de los jóvenes, pero también obras de temática fantástica. Su propósito es despertar en los más jóvenes el interés por la lectura.
- «Esguard»: Narrativa juvenil de autores contemporáneos que desarrolla argumentos y tramas con trasfondo histórico. Es una apuesta por potenciar entre los lectores jóvenes la narrativa histórica.
- «Esfera»: Libros juveniles de éxito internacional con los que se trata de mostrar a los jóvenes que la lectura es una actividad divertida y placiente.
- «El Micalet Galàctic»: La emblemática colección de literatura infantil de Bromera, tiene el objetivo de incitar los pequeños al placer de leer e introducirlos en la lectura. Todas las obras, que se acompañan de ilustraciones, están clasificadas en series en función de la edad de lectura recomendada.

## Premios literarios
Edicions Bromera coorganiza los Premis Literaris Ciutat d'Alzira. Este certamen nació en 1989 con la creación del Premi de Novel·la Ciutat d'Alzira y, desde entonces, ha ido aumentando el número de galardones y la dotación económica, hasta pasar a ser uno de los acontecimientos literarios más importantes de la Comunidad Valenciana.
Actualmente, están formados por siete categorías –Premi de Novel·la Ciutat d'Alzira, Premio Europeo de Divulgación Científica Estudio General, Premio Bancaja de Narrativa Juvenil, Premio de Narrativa Infantil Vicent Silvestre, Premio de Ensayo Mancomunidad de la Ribera Alta, Premio de Poesía Ibn Jafaya y Premio de Teatro Ciudad de Alcira Palanca y Roca–, que patrocinan varias entidades: Ayuntamiento de Alcira, Edicions Bromera, Universidad de Valencia, Bancaja, Mancomunidad de la Ribera Alta y UNED. Todos los libros galardonados se publican en las diferentes colecciones de Bromera.
Además, la editorial da apoyo y publica las obras ganadoras de otros certámenes literarios: 
- Premios «Alfons el Magnànim de Literatura
- Premios Literarios Ciudad de Valencia
- Premio Enric Valor de Novela
- Premios Literarios «Ciutat de Xàtiva»
- Premio de Novela Histórica Juvenil «Far de Cullera»
- «Premi de Literatura Eròtica de La Vall d'Albaida»
- Premio de Teatro Infantil Xaro Vidal Ciudad de Carcaixent
- Premio Vicent Andrés Estellés de Burjassot
- Premio de Narrativa Escolar Vicent Marçà
- Premio «Vila de Teulada» de Narrativa Breve